# 1923 az irodalomban
Az 1923. év az irodalomban.

## Események
- Budapesten Tormay Cécile megindítja a Napkelet című szépirodalmi és kritikai folyóiratot. A lap 1940-ig állt fenn.

## Megjelent új művek

### Próza
- Sherwood Anderson:
  - Many Marriages (Sok házasság), regény
  - Horses and Men (Loval és emberek), elbeszélésgyűjtemény
- Vlagyimir Arszenyjev regénye: Derszu Uzala (Дерсу Узала)
- Willa Cather amerikai író: A Lost Lady (Elveszett asszony)
- Agatha Christie detektívregénye: The Murder on the Links (Gyilkosság a golfpályán; az első magyar kiadás címe: Az ijedt szemű leány)
- Jean Cocteau regénye: Thomas l'Imposteur (A szélhámos)
- Colette kisregénye: Le Blé en herbe (Zsendülő vetés)
- Joseph Conrad regénye: The Rover (A vándor)
- Lion Feuchtwanger történelmi regénye: Die häßliche Herzogin (Margarete Maultasch csúnya hercegnő)
- Jaroslav Hašek szatirikus regénye, a Švejk, egy derék katona kalandjai a világháborúban (Osudy dobrého vojáka Švejka za světové války, 1921–1923) kiadása az író halála miatt befejezetlen marad
- Aldous Huxley regénye: Légnadrág és társai (Antic Hay)
- D. H. Lawrence regénye: Kangaroo
- François Mauriac: Génitrix (Anyaisten)
- John Dos Passos: Streets of Night (Éjszakai utcák)
- Marcel Proust: La Prisonnière (A fogoly lány). Az eltűnt idő nyomában (1913–1927) ötödik kötete
- Italo Svevo olasz író, drámaíró regénye: La Coscienza di Zeno (Zeno tudata)
- Alekszej Tolsztoj kisregénye önálló kötetben: Aelita (Аэлита)
- P. G. Wodehouse:
  - Forduljon Psmithhez (Leave it to Psmith), humoros regény
  - The Inimitable Jeeves (Majd a Tóbiás!)

### Költészet
- D. H. Lawrence leghíresebb verseskötete: Birds, Beasts and Flowers (Madarak, vadak és virágok)[1]
- Rainer Maria Rilke:
  - 1922-ben írt, 55 szonettből álló ciklusa: Sonnets to Orpheus (Szonettek Orpheuszhoz)
  - Duineser Elegien (Duinói elégiák) című, „tíz nagy költeményből álló ciklusa,” melyet a költő Duino várában kezdett írni és tíz évvel később Svájcban fejezett be[2]

### Dráma
- Seán O’Casey drámája: Egy orvlövész árnyéka (The Shadow of a Gunman), bemutató
- Elmer Rice amerikai szerző expresszionista színdarabja: The Adding Machine (A számológép)
- G. B. Shaw drámája: Szent Johanna (Saint Joan), bemutató decemberben
- Ernst Toller: Der deutsche Hinkemann (A német sánta), megjelenés és bemutató

### Magyar irodalom
- Ady Endre posztumusz kötete: Az utolsó hajók
- Áprily Lajos verseskötete: Esti párbeszéd (Nagyenyed)
- Szabó Lőrinc kötete Kalibán!, benne a címadó költeménnyel
- Tersánszky Józsi Jenő Kakuk Marci-regénye (Kakuk Marci ifjúsága), melyet később több folytatás követ
- Ebben az évben az erőteljesen fellendülő műfordítás-irodalom kiemelkedő teljesítményei látnak napvilágot:
  - Babits Mihálytól Dante Isteni színjátékának (Divina Commedia) magyarra fordítása (három kötet, 1913–1923)
  - Baudelaire A romlás virágai (Les fleurs du mal) című kötete összes versének átültetése, Babits Mihály, Tóth Árpád és Szabó Lőrinc közös munkája
  - Tóth Árpád Örök virágok címmel közreadott műfordítás-kötete, benne többek között Shelley Óda a nyugati szélhez ( Ode to the West Wind) és Oscar Wilde nagy verse, A readingi fegyház balladája (The Ballad of Reading Goal)
  - Kosztolányi Dezső korábbi versfordításainak (Modern költők 1914) bővített kiadása 1921-ben jelent meg (három kötet)

## Születések
- január 31. – Norman Mailer eredeti stílusú amerikai író († 2007)
- május 1. – Joseph Heller világhírű amerikai regényíró, novellista és forgatókönyvíró († 1999)
- július 2. – Wisława Szymborska Nobel-díjas (1996) lengyel költőnő, esszéíró, irodalomkritikus, műfordító († 2012)
- július 28. – Örvös Lajos író, műfordító, irodalomtörténész, tanár, költő († 2002)[3]

- szeptember 15. – Fejes Endre magyar író, a Rozsdatemető szerzője († 2015)
- október 15. – Italo Calvino olasz író († 1985)
- november 20. – Nadine Gordimer Nobel-díjas (1991) dél-afrikai írónő és politikai aktivista († 2014)
- december 10. – Jorge Semprún spanyol író, forgatókönyvíró, politikus († 2011)

## Halálozások
- január 3. – Jaroslav Hašek cseh humorista és szatirikus író; legismertebb műve a Švejk, a derék katona (* 1883)
- január 9. – Katherine Mansfield új-zélandi születésű írónő (* 1888)
- február 19. – Ivan Tavčar szlovén író, politikus, újságíró, a realizmus korának egyik első szlovén prózaírója (* 1851)
- július 16. – Louis Couperus holland költő, író (* 1863)
- november 9. – Pecz Vilmos nyelvész, klasszika-filológus, az Ókori lexikon (1902–1904) szerkesztője (* 1854)